# Eticis
Els eticis o ètics (en grec antic: Αἴθικες, llatí: Aethices) eren un poble epirota que vivia dels pillatges i robatoris. Segons Estrabó eren a la banda de Tessàlia de les muntanyes Pindos, de la qual formaven part en el seu temps. El seu territori es deia Etícia.
Homer en parla, i diu que quan Pirítous, rei dels làpides, va expulsar els centaures del mont Pèlion, aquests es van refugiar al país dels eticis.